# Імперська Рада
Імперська Рада або Райхсрат (нім. Reichsrat) — двопалатний парламент Австрійської імперії, створений на підставі Лютневого патенту від 26 лютого 1861 року. Відповідно до положень Грудневої конституції з 1867 — парламент Цислейтанії Австро-Угорщини. Припинив існування 1918 року внаслідок розпаду імперії.

## Становлення парламентаризму
Після революційних подій у березні 1848 року з'явилася Піллерсдорфська конституція від 25 квітня 1848 року, якою певні законодавчі повноваження передавалися Райхстаґу. Щоправда цей представницький орган не став класичним парламентом, а скоріше був законодавчо-дорадчим органом Цісаря, який зрештою (1851) розпустили. Пізніше відновили як Державну раду (нім. Staatsrat), яку також ліквідували (1858) на користь Ради Міністрів Австро-Угорщини.
У 1860 році, коли фінансова криза почала досягати дореволюційного рівня, необхідність повернення до конституціоналізму була очевидною, і Францу Йосифу I довелося йти на поступки вищому середньому класу, що прагнув брати участь в управлінні державою. 
20 жовтня 1860 року Жовтневим дипломом було створено Імперську Раду (нім. Reichsrat) зі 100 членів, із дорадчими функціями в господарських і фінансових питаннях. Щоправда, законодавчою владою орган практично не був наділений.

## Імперська Рада
Справжнім парламентом Райхсрат став 26 лютого 1861 року, коли під тиском ліберальної спільноти було ухвалено Лютневий патент, яким парламенту надали законодавчі функції. За цим конституційним актом Імперська Рада стала двопалатною, і складалася з Палати панів та Палати депутатів. Члени верхньої палати призначалися Цісарем. До нижньої депутатів (до 1867 —343 особи) делегували ландтаги коронних земель (в т.ч. до 1866 року — Венето Ломбардо-Венеційського королівства).

Функції парламенту було розділено на дві секції — «Велику» та «Малу». Перша вирішувала питання, що стосувалися імперії (включно з Королівством Угорським) загалом. Друга — займалася регіональною проблематикою.

У свою чергу Цісар володів правом вето на рішення Імперської Ради, а також видавати «надзвичайні постанови» в перервах між її сесіями.

Новий державний лад піддавався жорсткій критиці з боку представників окремих коронних земель, які розцінювали його як реакцію, та намагання Габсбурзької монархії фактично повернутися до абсолютизму. Особливо активно протидіяли надмірній централізації угорські еліти, котрі прагнули розширення суверенітету Угорського королівства та прийняття власної конституції. У зв'язку з цим Угорський парламент відмовився затвердити «Лютневий патент» і утримався від надсилання своїх представників до Імперської Ради. У 1863 році Райхсрат покинули чеські і польські посли, що повністю паралізувало його роботу. Таким чином спроби реформ провалилися, що в 1865 р. визнав і сам Франц Йосиф I, скасувавши конституційний акт 1860 та призупинивши діяльність парламенту.

У 1867 році вдалося досягнути австро-угорського компромісу, в результаті чого була утворена Австро-Угорщина як дуалістична монархія, землі корони Святого Стефана виокремили у Транслейтанію зі своїми парламентом.

## Імперська Рада Цислейтанії
Основи державного ладу Австро-Угорщини було визначено Грудневою конституцією (1867). Відповідно до одного з конституційних законів — «закону про делегування», межі компетенції Райхсрату обмежувалися однією з частин імперії — Цислейтанією, за винятком питань збройних сил, зовнішньої політики та загального бюджету Австро-Угорщини.

Імперська Рада, як двопалатний парламент, який складався з Палати шляхти та Палати депутатів,  була вишим законодавчим органом Цислейтанії з 1867 до 1918.

Законопроєкт вважався ухваленим Райхсратом якщо за нього проголосувала більшість обох його палат. Після підписання Цісарем та публікування у Віснику імперських законів (нім. Reichsgesetzblatt) він набирав чинності як закон.
Починаючи з 4 грудня 1883 року, засідання Імперської Ради проходили в будівлі парламенту на віденській Рінґштрассе, в якій нині відбуваються засідання австрійського парламенту. До того для зібрань Райхсрату використовували тимчасову дерев'яну будівлю (що називалася «Театром») на віденській Верінгерштрассе, у нинішньому 9-му окрузі австрійської столиці.

### Палата панів
Палата шляхти (нім. Herrenhaus) складалася з членів, яких пожиттєво призначав Цісар. На місце у верхній палаті могли претендувати:

- представники правлячої династії, які досягли повноліття;
- католицькі ієрархи;
- православні (Карловацька патріархія та Буковинська митрополії) ієрархи;
- представники аристократичних родів-землевласників;
- громадяни імперії, які мали видатні заслуги перед державою.

### Палата депутатів
Палата депутатів (нім. Abgeordnetenhaus) обиралася ландтагами та соймами коронних земель до 1873 року, надалі — прямим голосуванням. Складалася з 343 послів: 120 від Угорського королівства (до 1867), 20 — Ломбардо-Венеційського королівства (до 1859, 1866), 203 — від інших країв.

## Історія
До 1873 року депутати нижньої палати були делеговані місцевими ландтагами, потім — після реформи виборчого права — обиралися прямим голосуванням.
До 1915 року австрійський Райхсрат офіційно називався Die im Reichsrat vertretenen Königreiche und Länder (укр. представлені Райхсратом королівства й землі).
Наприклад, у 1911 році у верхній палаті засідали 14 ерцгерцогів, 18 архієпископів та єпископів (серед них — 5 князів-архієпископів, 5 архієпископів, 8 князів-єпископів), 90 членів із землевласницької аристократії та 169 довічних членів (подароване членство). Усі вони були чоловіками. Починаючи з 1907 року, члени верхньої палати могли балотуватися й до нижньої палати.
До нижньої палати первинно (з 1873 року) обиралося 353 депутати, терміном на 6 років. До 1907 року їхня кількість зросла до 516. У 1896 році було проведено чергову виборчу реформу, відповідно до якої виборче право надавалося всім особам чоловічої статі, старшим 24-х років. Від цієї реформи виграли, у першу чергу, нові політичні сили — соціал-демократи й християнські соціалісти, що відтіснили на другий план традиційних консерваторів та лібералів. Якщо в період з 1867 по 1879 рр. більшість членів палати депутатів були з лав Німецької ліберальної партії, у 1879–1893 роках уряд спирався на більшість Райхсрату, що складалася з німецько-австрійських клерикалів і чеських та польських консерваторів, то на виборах 1907 року найбільшою фракцією нижньої палати Райхсрату стає християнсько-соціалістична, а в 1911 — соціал-демократична.
Останні вибори до нижньої палати Райхсрату відбулися 1911 року. 21 жовтня 1918 року його члени утворюють тимчасові Народні збори для Німецької Австрії (Deutschösterreich), які 30 жовтня затверджують тимчасовий уряд Австрії й 12 листопада 1918 року ухвалюють закон про аншлюс Австрії Німеччиною. Цього дня відбулося останнє засідання Райхсрату. Гітлер, що жив у Відні у 1907–1913 роках, неодноразово, перебуваючи на глядацьких місцях, спостерігав за скандальними й галасливими засіданнями у Райхсраті та, за його словами, тоді вже перейнявся думками про неминучий крах як Австро-Угорської монархії, так і будь-якої парламентської демократії.